# Xã Penn, Quận Chester, Pennsylvania
Xã Penn (tiếng Anh: Penn Township) là một xã thuộc quận Chester, tiểu bang Pennsylvania, Hoa Kỳ. Năm 2010, dân số của xã này là 5.364 người.